# AS-219
La AS-219, también conocida como Corredor del Esva, es una vía de comunicación que pertenece a la Red Comarcal de Carreteras del Principado de Asturias. Cuenta con un trazado de 57,4 km entre las localidades de Luarca y Pola de Allande. Atraviesa los concejos de Valdés, Tineo y Allande. Fue construida a principios del siglo XX y actualmente se ha promovido la rehabilitación del tramo Naraval - Navelgas, con un trazado de 4 km, que presentaba poca visibilidad en curvas peligrosas, poca anchura de la calzada y pavimento en muy mal estado. Esta es la carretera comarcal más larga del Principado de Asturias, siendo 2.º la AS-227 con 51,2 km y 3.º la AS-228 con 48,8 km.
Llegó a estar proyectada una prolongación hasta la Autovía del Cantábrico, pero se paralizó la mayor parte de recorrido, exceptuando el tramo Cortina - Cadavedo (AS-268). Esta prolongación venía a salir de Naraval (Tineo) y, a través del valle de Paredes, conectar con Trevías y luego con Cadavedo, pero se paró por motivo del terreno accidentado y del gran precio e impacto que supondría la obra.

## Denominaciones Antiguas
Antes de que se publicase en el Boletín Oficial del Principado de Asturias el Catálogo de Carreteras de 1989, la AS-219 estaba formada por 1 carretera local del Plan Peña de 1939:
- O-751 Luarca - Pola de Allande (Todo su trazado)